# Liana Aghajanian
Liana Aghajanian es una periodista armenio-estadounidense. Está especializada en reportajes de larga duración, narrativa e información internacional. Aghajanian nació en Teherán (Irán) y creció en Los Ángeles (California). Actualmente vive y escribe en Detroit, Michigan.

## Periodismo
El trabajo de Aghajanian ha aparecido en The New York Times, BBC, The Guardian, Newsweek, Foreign Policy y Al Jazeera America. También es editora de la revista independiente de noticias armenia Ianyan.
Aghajanian también ha realizado numerosos reportajes en Armenia y desde varios países, como Reino Unido, Alemania y Mongolia. Ha recibido varias becas y subvenciones, como la Metlife Foundation Journalists in Aging Fellowship, el International Reporting Project de la Universidad Johns Hopkins y la beca de la Fundación Hrant Dink para el diálogo turco-armenio.

## Premios
En 2015, Aghajanian logró el premio "Write a House" cuya recompensa es la propiedad de una casa rehabilitada.